# Poljanec
Poljanec – wieś w Chorwacji, w żupanii varażdińskiej, w gminie Martijanec. W 2011 roku liczyła 716 mieszkańców.